# 特德·汉普森
特德·汉普森（英語：Ted Hampson，1910年7月1日—1990年7月19日），澳大利亚男子田径运动员，主攻短跑。他曾代表澳大利亚参加1938年大英帝国运动会田径比赛，获得男子4×110码接力铜牌。